# كارولين سليد
كارولين سليد (بالإنجليزية: Caroline Slade)‏ (1886، منيابولس في الولايات المتحدة - 25 يونيو 1975)؛ روائية أمريكية.